# العطارة (القليوبية)
العطارة إحدى قرى مركز شبين القناطر التابع لمحافظة القليوبية بجمهورية مصر العربية.

## التاريخ
قرية العطارة من القرى القديمة، حيث وردت باسم «العطارة» في أعمال القليوبية ضمن قرى الروك الناصري التي أحصاها ابن الجيعان في كتاب «التحفة السنية بأسماء البلاد المصرية». وفي العصر العثماني وردت باسم «العطارة» في التربيع العثماني الذي أجراه الوالي العثماني سليمان باشا الخادم في عصر السلطان العثماني سليمان القانوني ضمن قرى ولاية القليوبية، وفي تاريخ 1228هـ/1813م الذي عدّ قرى مصر بعد المسح الذي قام به محمد علي باشا باسم «العطارة» ضمن قرى مديرية القليوبية.

## السكان
بلغ عدد سكان العطارة 5,382 نسمة، حسب الإحصاء الرسمي لعام 2006.